# Bromus remotiflorus
Bromus remotiflorus là một loài thực vật có hoa trong họ Hòa thảo. Loài này được (Steud.) Ohwi mô tả khoa học đầu tiên năm 1935.